# Squash-Weltmeisterschaften im Doppel und Mixed 2019/Mixed
Mixed der Weltmeisterschaften im Doppel und Mixed 2019 im Squash.
Das Teilnehmerfeld bestand aus sieben Doppelpaarungen, die in zwei Gruppen à drei bzw. vier Doppelpaarungen im Round-Robin-Modus gegeneinander antraten. Die Gruppensieger und Zweitplatzierten zogen ins Halbfinale ein und spielten im K.-o.-System die Plätze eins bis vier aus.
Sieger der letzten Austragung waren die Neuseeländer Joelle King und Paul Coll, die nicht erneut antraten. Die topgesetzten Donna Lobban und Cameron Pilley setzten sich im Endspiel gegen Christine Nunn und Ethan Eyles mit 11:5 und 11:8 durch.

## Setzliste
| Nr. | Paarung                        | Erreichte Runde |
| --- | ------------------------------ | --------------- |
| 01. | Donna Lobban Cameron Pilley    | Sieg            |
| 02. | Catalina Peláez Matías Knudsen | Halbfinale      |
| 03. | Alex Haydon Zac Alexander      | Halbfinale      |
| 04. | Christine Nunn Ethan Eyles     | Finale          |
| 05. | Jemyca Aribado Robert Garcia   | Gruppenphase    |
| 06. | Colette Sultana Kijan Sultana  | Gruppenphase    |
| 07. | Aysah Dalida Reymark Begornia  | Gruppenphase    |

## Ergebnisse

### Vorrunde

#### Gruppe A
| Rang | Setzung | Doppel                       | Sp. | S | N | S.-Diff. | P.-Diff. | Pkt. |
| ---- | ------- | ---------------------------- | --- | - | - | -------- | -------- | ---- |
| 1    | 1       | Donna Lobban Cameron Pilley  | 2   | 2 | 0 | 4:0      | 44:23    | 4    |
| 2    | 4       | Christine Nunn Ethan Eyles   | 2   | 1 | 1 | 2:2      | 31:36    | 2    |
| 3    | 5       | Jemyca Aribado Robert Garcia | 2   | 0 | 2 | 0:4      | 28:44    | 0    |

| Spieler                     | Spieler                      | Ergebnis    |
| --------------------------- | ---------------------------- | ----------- |
| Donna Lobban Cameron Pilley | Jemyca Aribado Robert Garcia | 11:5, 11:9  |
| Christine Nunn Ethan Eyles  | Jemyca Aribado Robert Garcia | 11:4, 11:10 |
| Donna Lobban Cameron Pilley | Christine Nunn Ethan Eyles   | 11:4, 11:5  |

#### Gruppe B
| Rang | Setzung | Doppel                         | Sp. | S | N | S.-Diff. | P.-Diff. | Pkt. |
| ---- | ------- | ------------------------------ | --- | - | - | -------- | -------- | ---- |
| 1    | 2       | Catalina Peláez Matías Knudsen | 3   | 3 | 0 | 6:0      | 66:28    | 6    |
| 2    | 3       | Alex Haydon Zac Alexander      | 3   | 2 | 1 | 4:2      | 57:49    | 4    |
| 3    | 7       | Aysah Dalida Reymark Begornia  | 3   | 1 | 2 | 2:4      | 49:62    | 2    |
| 4    | 6       | Colette Sultana Kijan Sultana  | 3   | 0 | 3 | 0:6      | 33:66    | 0    |

| Spieler                        | Spieler                       | Ergebnis    |
| ------------------------------ | ----------------------------- | ----------- |
| Catalina Peláez Matías Knudsen | Colette Sultana Kijan Sultana | 11:1, 11:2  |
| Alex Haydon Zac Alexander      | Aysah Dalida Reymark Begornia | 11:6, 11:9  |
| Catalina Peláez Matías Knudsen | Alex Haydon Zac Alexander     | 11:9, 11:4  |
| Colette Sultana Kijan Sultana  | Aysah Dalida Reymark Begornia | 8:11, 10:11 |
| Catalina Peláez Matías Knudsen | Aysah Dalida Reymark Begornia | 11:3, 11:9  |
| Alex Haydon Zac Alexander      | Colette Sultana Kijan Sultana | 11:5, 11:7  |

### Finalrunde
| Halbfinale | Halbfinale                     | Halbfinale | Halbfinale | Halbfinale |  |   | Finale                      | Finale | Finale | Finale | Finale |
|            |                                |            |            |            |  |   |                             |        |        |        |        |
| 1          | Donna Lobban Cameron Pilley    | 11         | 11         |            |  |   |                             |        |        |        |        |
| 3          | Alex Haydon Zac Alexander      | 7          | 9          |            |  | 1 | Donna Lobban Cameron Pilley | 11     | 11     |        |        |
| 4          | Christine Nunn Ethan Eyles     | 11         | 11         |            |  | 4 | Christine Nunn Ethan Eyles  | 5      | 8      |        |        |
| 2          | Catalina Peláez Matías Knudsen | 10         | 6          |            |  |   |                             |        |        |        |        |